# Адрес (информатика)
Адрес — символ или группа символов, которые идентифицируют регистр, отдельные части памяти или некоторые другие источники данных, либо место назначения информации.

## Виды адресов[2]
- Реальный (англ. real address) — адрес местоположения данных в реальной памяти.
- Виртуальный (англ. virtual address) — адрес в виртуальной памяти, при использовании преобразуется в реальный адрес.
- Логический (англ. logical address) — адрес, определяемый программой путём преобразования ключа данных по некоторому алгоритму; адрес в виртуальной памяти.
- Адрес устройства (англ. unit address) — логический адрес, состоящий из номера канала и номера устройства в канале.
- Физический (англ. physical address) — число, идентифицирующее ячейку или область физической памяти; уникальное имя, однозначно определяющее конкретное внешнее устройство.

### Программы
- Настраиваемый (англ. customizable address) — адрес в загрузочном модуле, изменяемый во время загрузки при настройке на конкретное положение программы в оперативной памяти.
- Перемещаемый (англ. relocatable address) — адрес, значение которого устанавливается во время перемещения машинной программы, содержащей этот адрес; адрес, подлежащий модификации в перемещаемой программе.
- Нижний адрес программы (англ. low program address) — младший адрес области памяти, куда загружена программа.
- Верхний адрес программы (англ. high program address) — старший адрес области памяти, куда загружается программа.
- Адрес точки входа (англ. entry point address) — адрес команды либо сама команда, с которой начинается выполнение программы или процедуры.
- Адрес вектора прерываний (англ. interrupt vector address) — уникальный адрес, указывающий на ячейки памяти, содержащие адрес программы обработки прерываний (и, возможно, дополнительные данные вроде приоритета обработки).

### Машинный язык
- Адрес перехода (англ. branching address) — адрес ячейки памяти, определяемый командой передачи управления.
- Адрес возврата (англ. return address) — адрес в вызывающей программе, по которому передаётся управление после завершения вызываемой программы (см. также: Стек вызовов).
- Адрес операнда (англ. source address) — адрес ячейки или области памяти, откуда извлекаются обрабатываемые данные.
- Адрес результата (англ. result address) — адрес, куда записывается результат операции, выполняемой машинной командой.
- Адрес регистра (англ. register address) — порядковый номер либо символическое имя регистра, эквивалентное его номеру.
- Исполнительный (действительный; англ. effective (executive) address) — адрес операнда команды, содержащийся в ней или вычисляемый на основе содержимого её полей.

- Явный (англ. explicit address) — адрес операнда, представленный в виде абсолютного выражения.
- Подразумеваемый (англ. implied address) — адрес операнда, задаваемый в виде символического имени, абсолютного или перемещаемого выражения и преобразуемый ассемблером в явный адрес.
- Абсолютный (истинный, нулевого уровня; англ. absolute address) — адрес на машинном языке, идентифицирующий ячейку памяти или устройство без использования промежуточных ссылок.
- Символический (англ. symbolic address) — адрес, выраженный в удобной для программирования форме; адрес, определяемый средствами языка символического кодирования; символьное имя (разновидность подразумеваемого адреса).

### Вычисляемые адреса
- Непосредственный, прямой (англ. direct address) — адрес ячейки памяти с операндом команды.
- Косвенный (англ. indirect address), адрес адреса — адрес ячейки памяти, содержащей адрес операнда (прямой или косвенный).
- Многоуровневый (англ. multilevel) — косвенный адрес с числом уровней адресации два и более.

- Базовый (англ. base address), база — аддитивная часть исполнительного адреса, постоянная для определённой совокупности адресуемых данных; начальная точка отсчёта относительных адресов.
- Базируемый (англ. based address) — адрес, выражаемый через базовый адрес и смещение.
- Относительный (англ. relative address), смещение (англ. displacement) — адрес, заданный относительно некоторой базы (базового адреса); изменяемая часть базируемых адресов.
- Индексируемый (англ. indexed address) — адрес, значение которого изменено на величину содержимого индексного регистра.

- Самоопределяющийся (самоотносительный; англ. self-relative address) — относительный адрес, использующий в качестве базового адреса адрес команды, в которой он находится.

### Алгоритмыиструктуры данных
- Вычисляемый (англ. computing (calculated) address) — адрес размещения записи во внешней памяти, определяемый путём преобразования ключа записи по некоторому алгоритму.
- Хешированный (англ. hash address) — вычисляемый адрес, алгоритм формирования которого основан на использовании одного из методов рандомизации (хеширования).
- Адрес связи (англ. link address) — поле в записи файла, указывающее положение следующее читаемой в логическом порядке записи; связующий элемент в связных списках.

### Компьютерные сети
- Сетевой (англ. network address) — адрес порта в вычислительной сети.
- Глобальный (англ. global address) — адрес в вычислительных сетях, состоящий из одних единиц и указывающий, что данный кадр предназначен всем станциям.
- Групповой (англ. multicast address) — адрес в локальных вычислительных сетях (ЛВС), определяющий группу станций данной сети.
- Широковещательный (англ. broadcast address) — адрес в ЛВС, указывающий, что сообщение адресовано всем станциям данной сети.
- Транспортный (англ. transport address) — идентификатор, обеспечиваемый транспортным уровнем и используемый одним сеансовым объектом для идентификации другого сеансового объекта.